# Bureau de poste
 (novembre 2011).

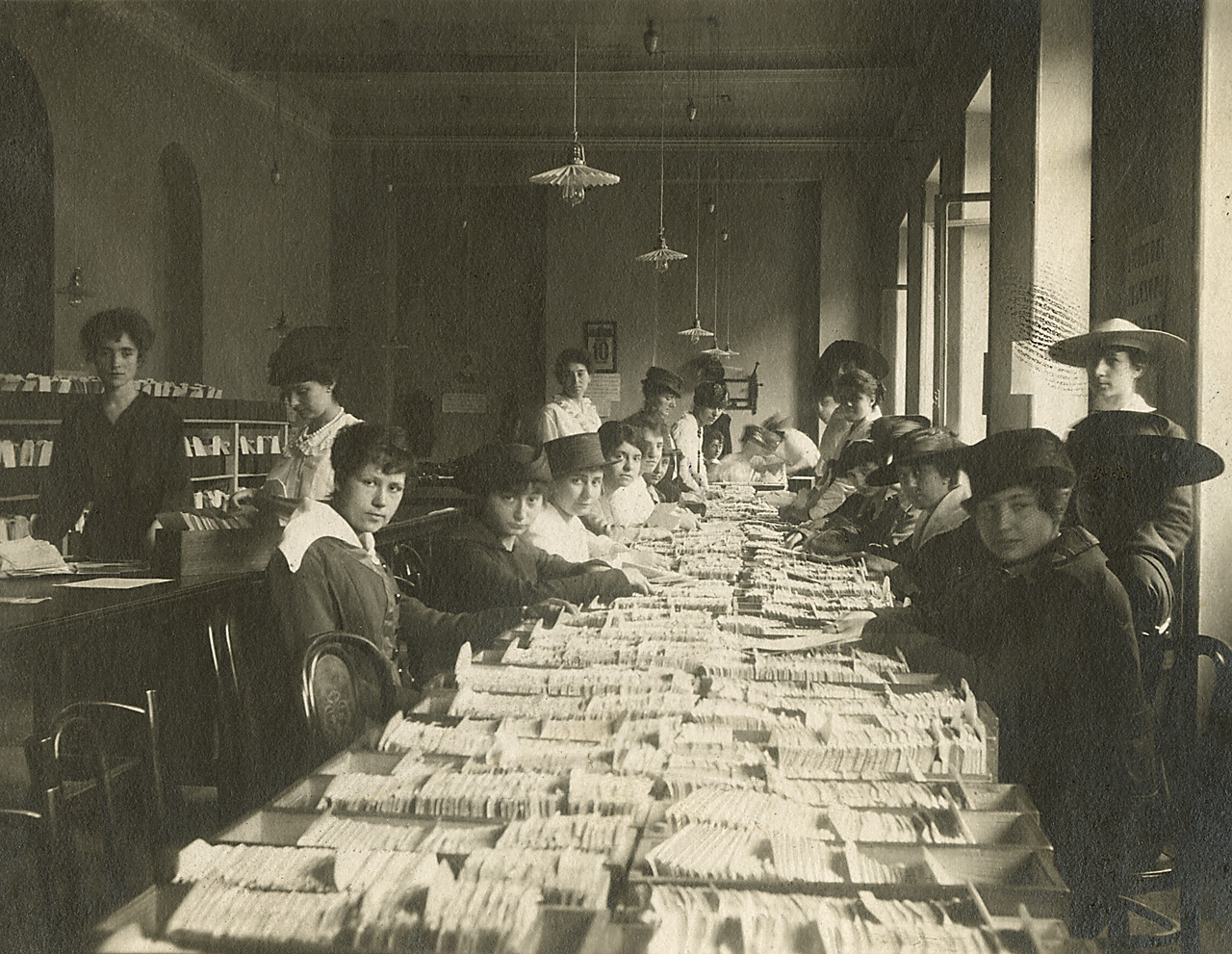
Italiennes au travail dans un bureau de poste en Lombardie pendant la Première Guerre mondiale.

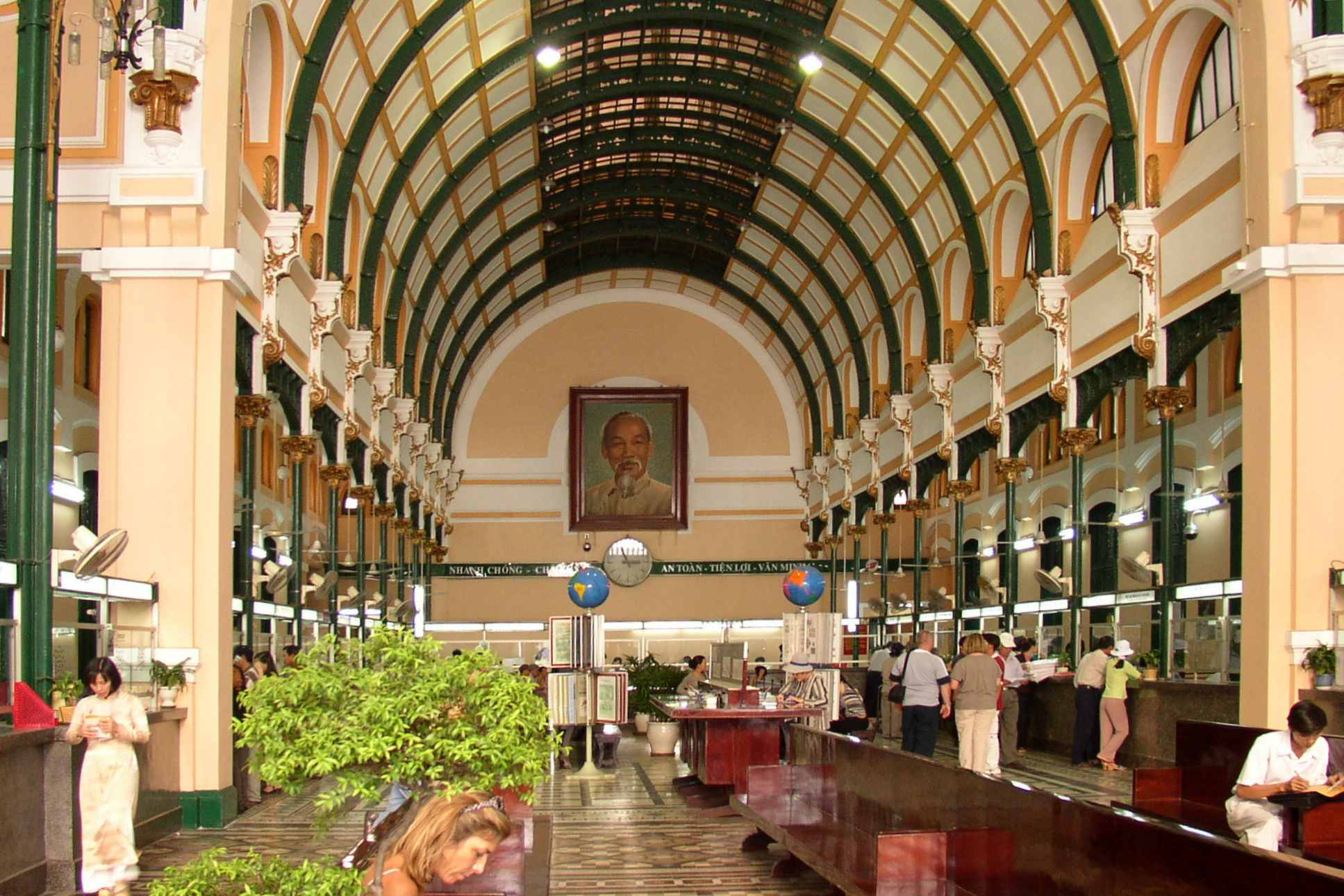
Intérieur de la poste centrale de Saïgon à Hô Chi Minh-Ville.

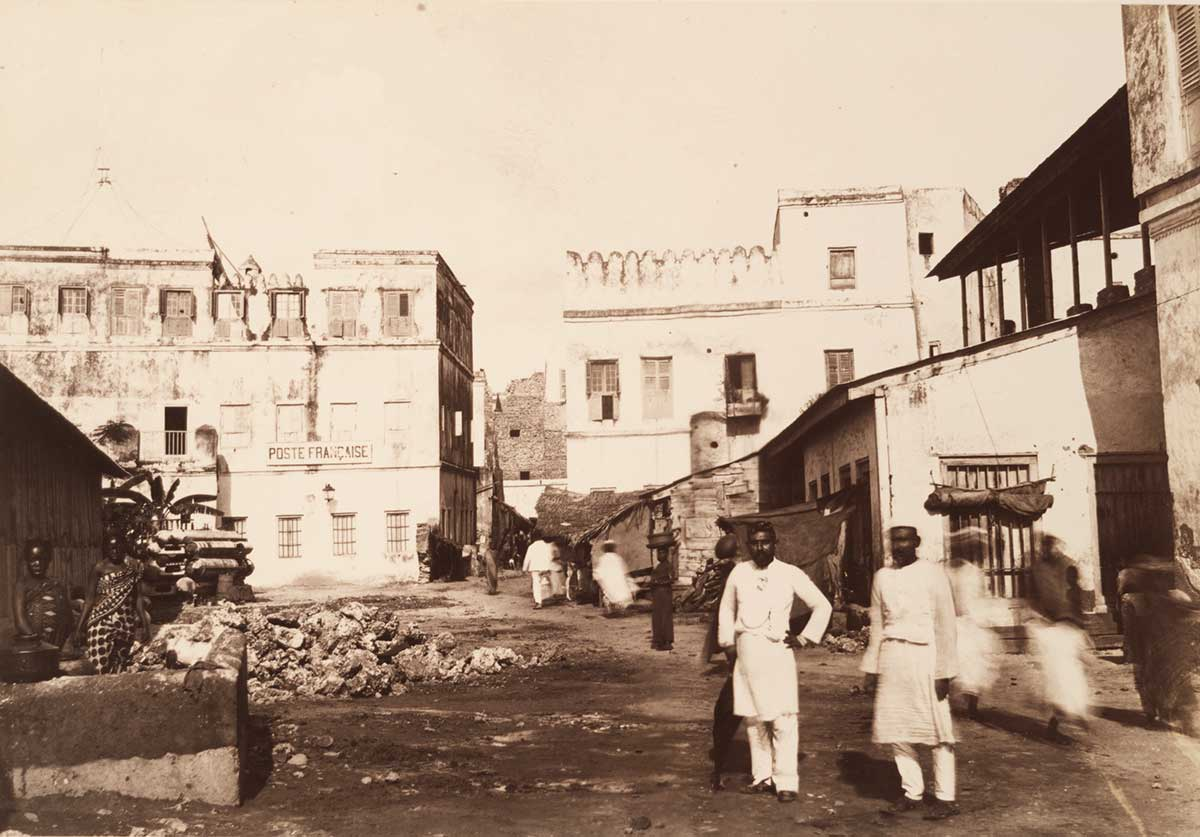
« Poste française » dans le vieux quartier de Zanzibar (« Stone Town ») au XIXe siècle.

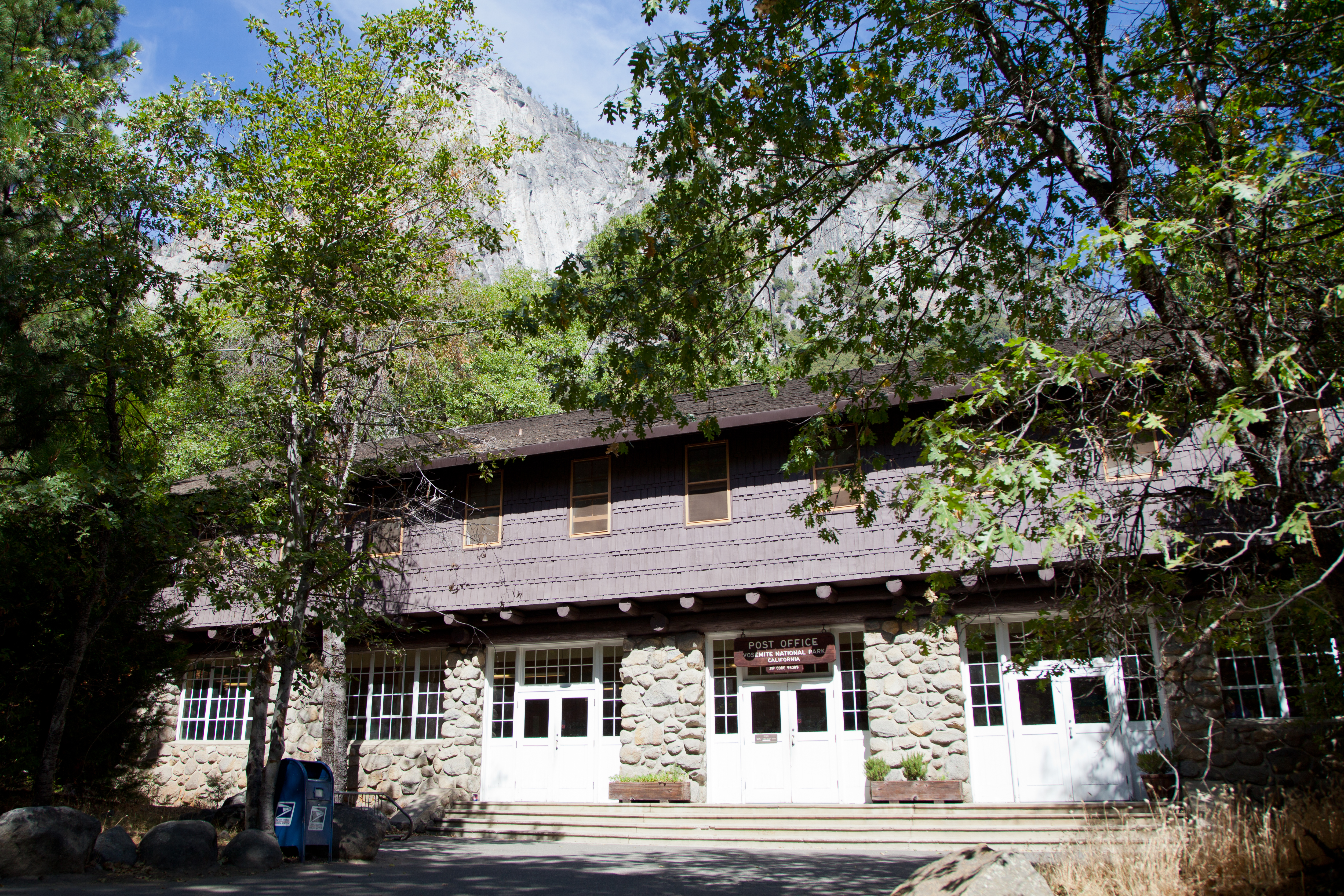
Le bureau de poste du Yosemite National Park, aux États-Unis.

Un bureau de poste est un établissement où s'exerce le service du courrier pour un territoire donné. Cette définition très générique cache de multiples variantes en fonction des pays et des époques.

## Les opérations postales
Dans un centre postal ou bureau de poste, on traite les courriers, donc les envois, arrivées et stockage, on traite aussi les colis que l'on retire sur demande s'ils sont disponibles. En France, La Poste, qui est société anonyme, propose également des forfaits téléphoniques et des téléphones mobiles.

## Les métiers du bureau de poste
- Chargé de clientèle
- Gestionnaire clientèle
- Conseiller financier
- Facteur-guichetier
- Facteur (si le bureau de poste est aussi un centre courrier)

## Bureaux de poste en France

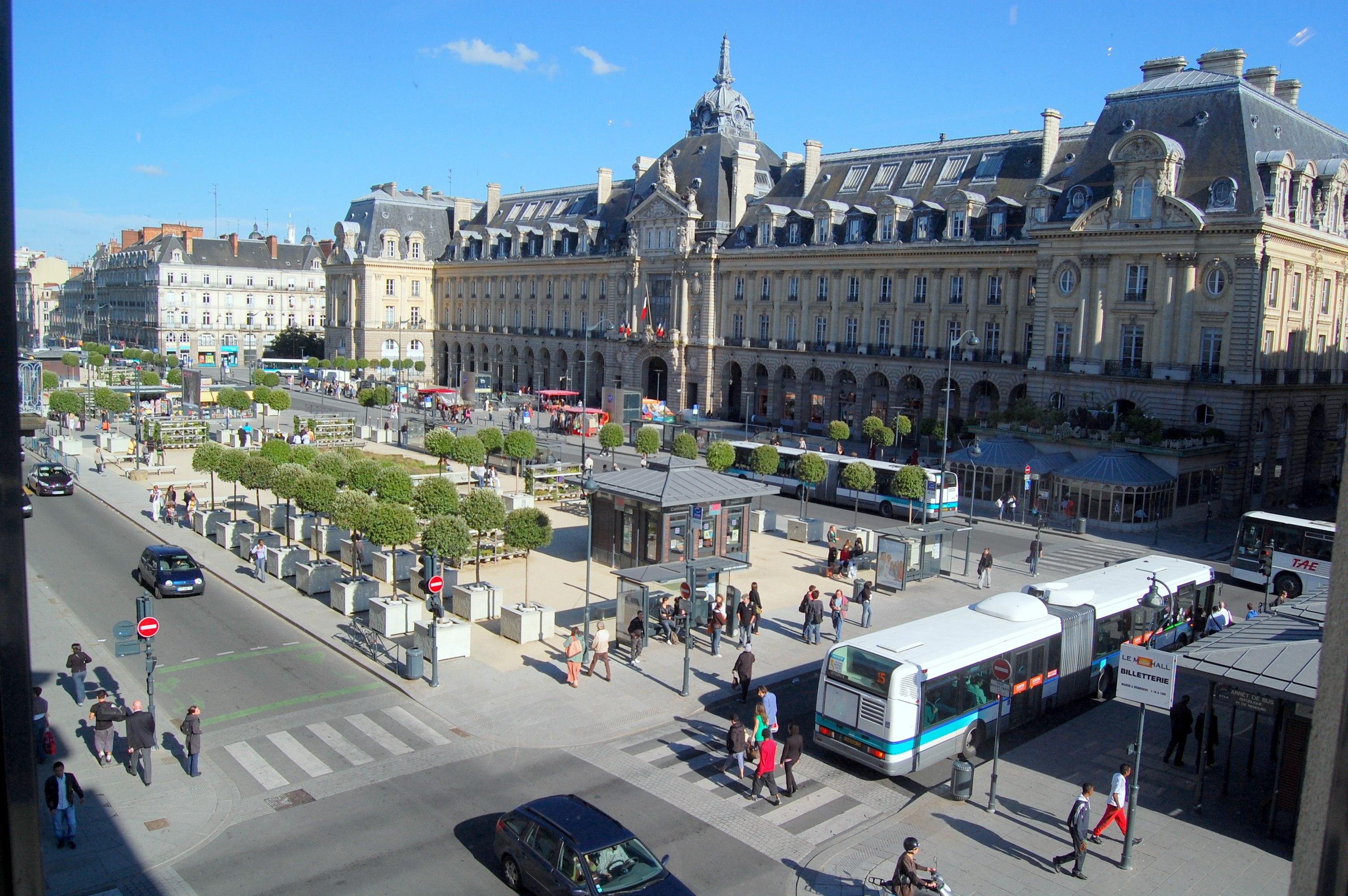
Bureau de poste de la place de la République à Rennes.

Les bureaux de poste ont été classés en diverses catégories qui ont donné lieu à des diversifications dans les traitements postaux, et plus précisément dans les types de cachets utilisés pour les opérations postales. En France métropolitaine, on dénombre 16 135 bureaux de poste en 2013, mais plus que 7 500 bureaux en 2020, alors qu’en parallèle des fermetures de bureaux de poste, les relais et agences postales sont en augmentation dans quasiment tous les départements métropolitains. Et le groupe La Poste annonce encore un réseau de 17 000 points de contact en France en 2024.
De manière générale, un bureau de poste permet l'affranchissement et le dépôt de courriers et colis, l'achat de produits postaux et la réalisation d'opérations financières pour les clients de la Banque Postale, filiale de la Poste.

### Bureau de direction
Au XVIIIe siècle et pendant la première moitié du XIXe siècle, les bureaux de direction sont ceux qui réalisent l'ensemble des opérations postales. Ils seront ensuite appelés bureaux de recette. Au début du XIXe siècle, ces bureaux sont repérables par l'utilisation de marques postales linéaires avec numéro de département. Les cachets à date utilisés par la suite sont constitués de cercles continus.

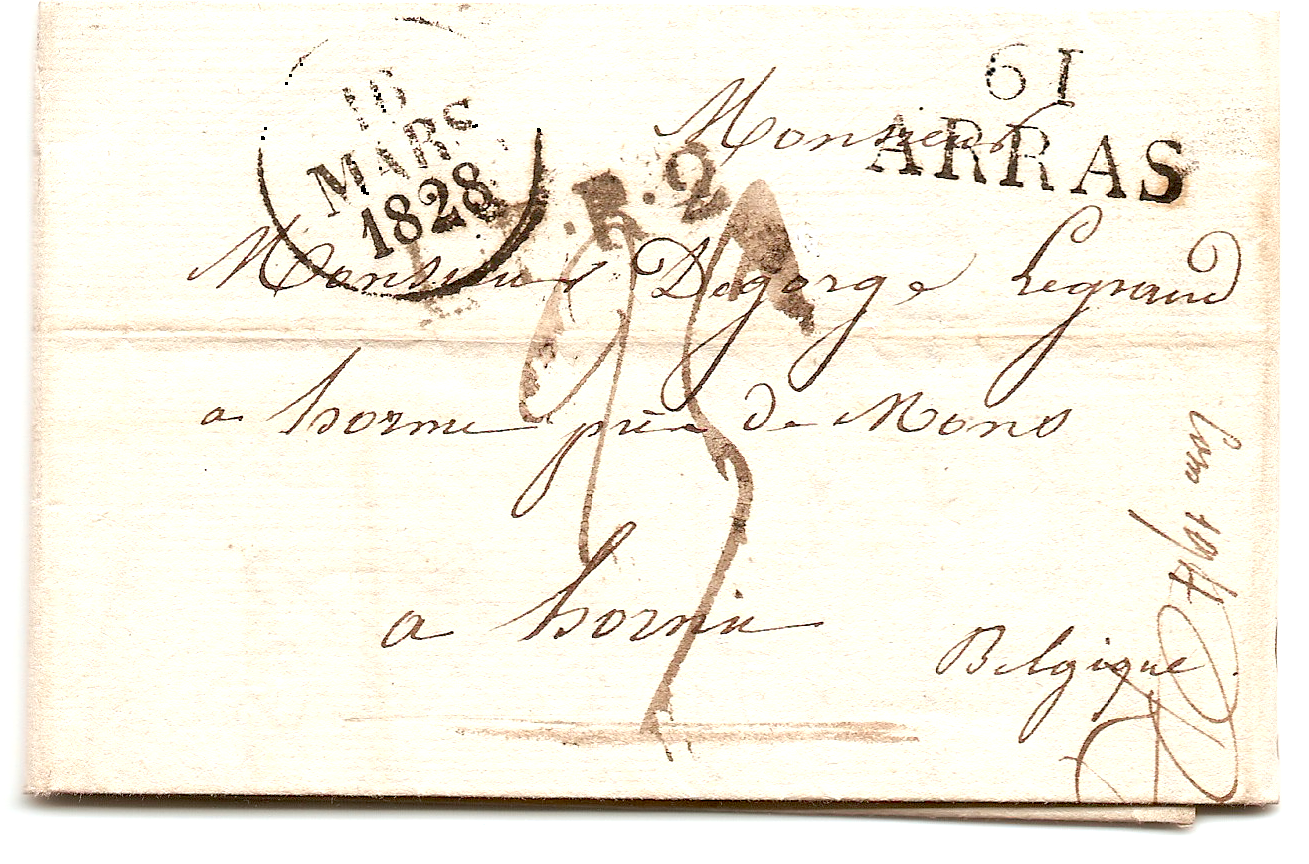
Lettre de bureau de direction avec marque postale linéaire.
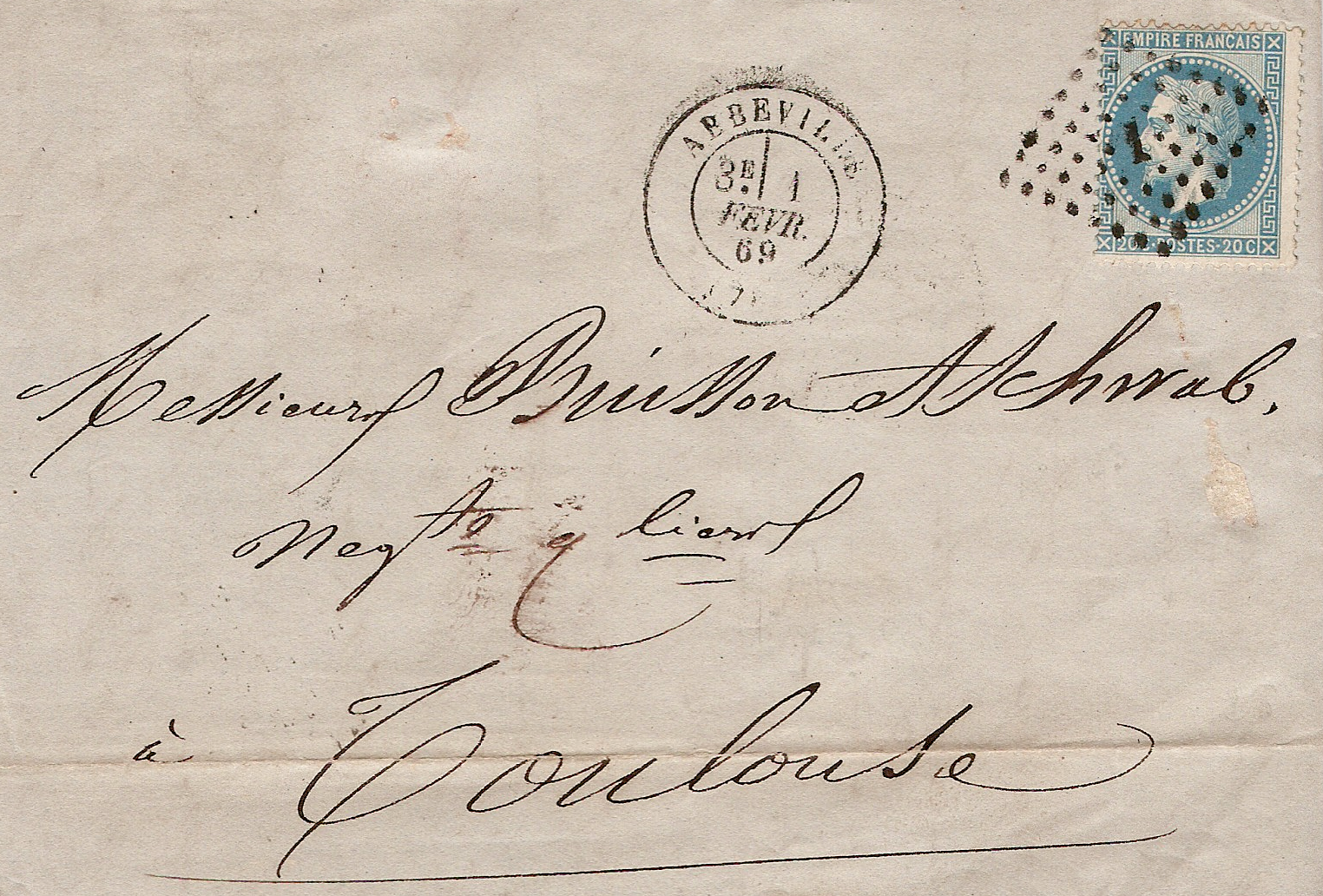
Lettre de bureau de direction avec cachet à date constitué de cercles continus.

#### Les recettes
Successeurs des bureaux de direction à partir de 1864.

### Bureau de distribution
Les bureaux de distribution, ils dépendent comptablement d'une direction à laquelle ils sont rattachés; ils ont des prérogatives plus limitées, notamment sur le plan de la responsabilité financière. Au début du XIXe siècle, ces bureaux sont repérables par l'utilisation de marque postale appelée cursive. Les cachets à date ont un cercle périphérique composé d'une suite de points (ils sont aussi appelés cachets perlés).

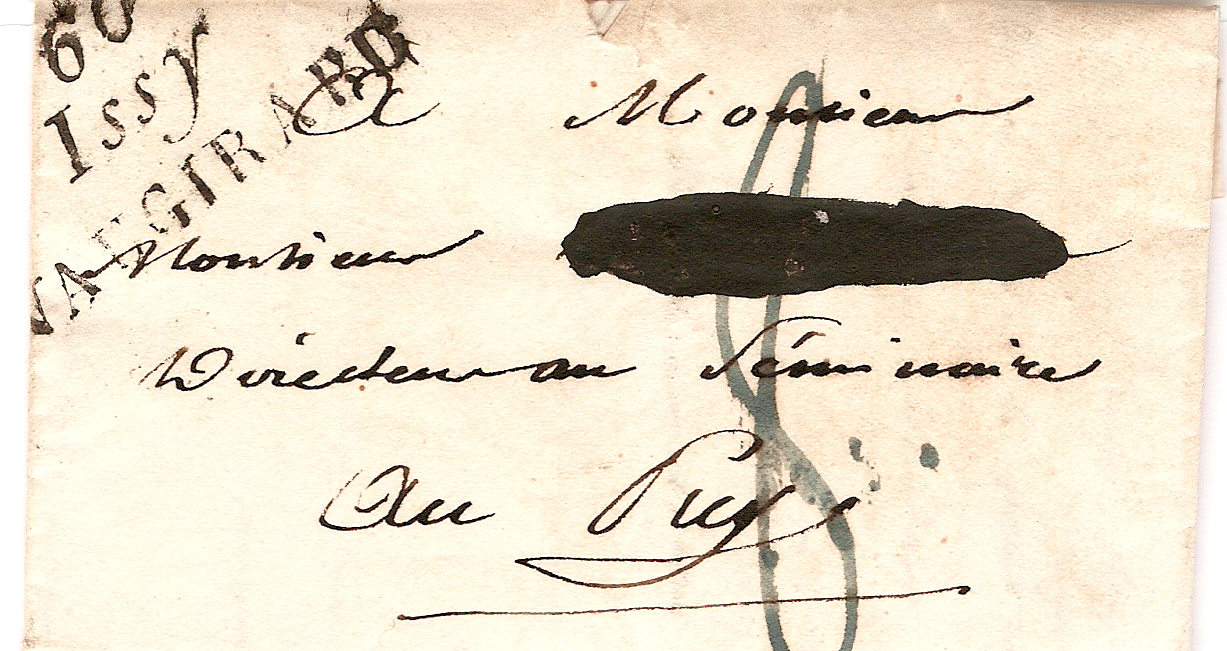
Lettre de bureau de distribution (Issy) rattaché au bureau de Vaugirard.
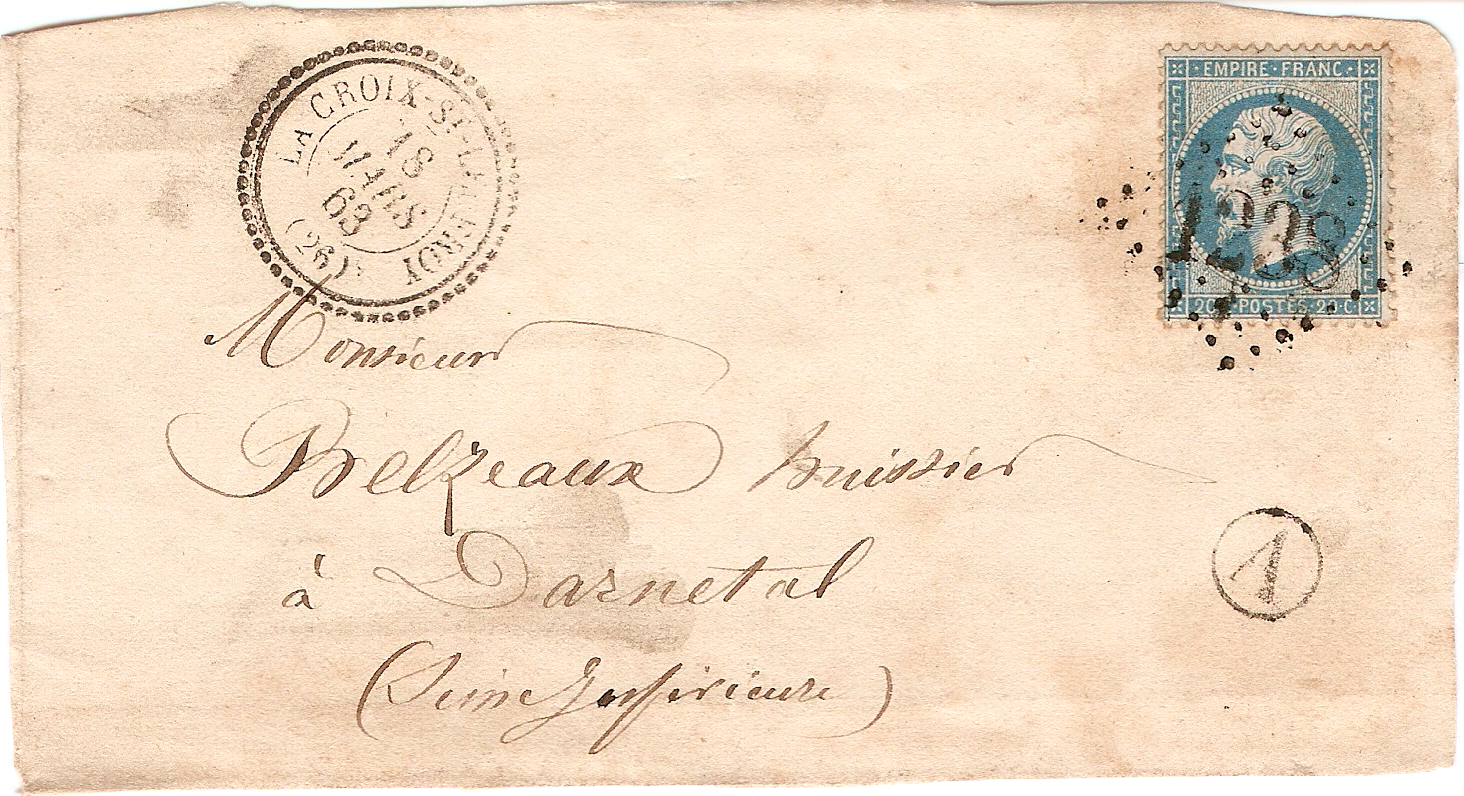
Lettre de bureau de distribution avec cachet perlé.

### Les agences postales
Celles-ci sont surtout situées dans des endroits peu habités, villages, bourgs, lieux isolés pour éviter la désertification des campagnes et donner un accès aux services de la Poste.